# Élections des gouverneurs américains de 2014
Les élections des gouverneurs américains de 2014 ont lieu le 4 novembre dans 36 États américains, 13 détenus par le Parti démocrate et 23 par le Parti républicain. À l'issue des élections, ces derniers détiennent dans l'ensemble de l'Union 29 gouvernorats contre 21 pour le Parti démocrate.

## Situation par État
Ce tableau dresse la liste des principaux candidats au poste de gouverneur dans chaque État concerné par cette élection.  
| États                       | Gouverneur sortant | Gouverneur sortant | Candidats                                             | Candidat élu | Candidat élu      |
| --------------------------- | ------------------ | ------------------ | ----------------------------------------------------- | ------------ | ----------------- |
| Alabama                     |                    | Robert Bentley     | Robert J. Bentley (R) Parker Griffith (D)             |              | Robert Bentley    |
| Alaska                      |                    | Sean Parnell       | Sean Parnell (R) William Walker (I)                   |              | William Walker    |
| Arizona                     |                    | Jan Brewer         | Doug Ducey (R) Fred DuVal (D) Barry Hess (L)          |              | Doug Ducey        |
| Arkansas                    |                    | Mike Beebe         | Mike Ross (D) Asa Hutchinson (R)                      |              | Asa Hutchinson    |
| Californie                  |                    | Jerry Brown        | Jerry Brown (D) Neel Kashkari (R)                     |              | Jerry Brown       |
| Colorado                    |                    | John Hickenlooper  | John Hickenlooper (D) Bob Beauprez (R)                |              | John Hickenlooper |
| Connecticut                 |                    | Dan Malloy         | Dan Malloy (D) Thomas C. Foley (R)                    |              | Dan Malloy        |
| Floride                     |                    | Rick Scott         | Rick Scott (R) Charlie Crist (D) Adrian Wyllie (L)    |              | Rick Scott        |
| Géorgie                     |                    | Nathan Deal        | Nathan Deal (R) Jason Carter (D) Andrew Hunt (L)      |              | Nathan Deal       |
| Guam                        |                    | Eddie Calvo        | Eddie Calvo (R) Carl Gutierrez (D)                    |              | Eddie Calvo       |
| Hawaï                       |                    | Neil Abercrombie   | David Ige (D) Duke Aiona (R) Mufi Hannemann (I)       |              | David Ige         |
| Idaho                       |                    | Butch Otter        | Butch Otter (R) A.J. Balukoff (D)                     |              | Butch Otter       |
| Illinois (article détaillé) |                    | Pat Quinn          | Pat Quinn (D) Bruce Rauner (R) Chad Grimm (L)         |              | Bruce Rauner      |
| Iowa                        |                    | Terry Branstad     | Terry Branstad (R) Jack Hatch (D)                     |              | Terry Branstad    |
| Kansas                      |                    | Sam Brownback      | Sam Brownback (R) Paul Davis (D) Keen Umbehr (L)      |              | Sam Brownback     |
| Maine                       |                    | Paul LePage        | Paul LePage (R) Mike Michaud (D) Eliot Cutler (I)     |              | Paul LePage       |
| Maryland                    |                    | Martin O'Malley    | Anthony G. Brown (D) Larry Hogan (R)                  |              | Larry Hogan       |
| Massachusetts               |                    | Deval Patrick      | Martha Coakley (D) Charlie Baker (R)                  |              | Charlie Baker     |
| Michigan                    |                    | Rick Snyder        | Rick Snyder (R) Mark Schauer (D)                      |              | Rick Snyder       |
| Minnesota                   |                    | Mark Dayton        | Mark Dayton (D) Jeff Johnson (R) Hannah Nicollet (I)  |              | Mark Dayton       |
| Nebraska                    |                    | Dave Heineman      | Pete Ricketts (R) Chuck Hassebrook (D)                |              | Pete Ricketts     |
| Nevada                      |                    | Brian Sandoval     | Brian Sandoval (R) Bob Goodman (D)                    |              | Brian Sandoval    |
| New Hampshire               |                    | Maggie Hassan      | Maggie Hassan (D) Walt Havenstein (R)                 |              | Maggie Hassan     |
| Nouveau-Mexique             |                    | Susana Martinez    | Susana Martinez (R) Gary King (D)                     |              | Susana Martinez   |
| New York                    |                    | Andrew Cuomo       | Andrew Cuomo (D) Rob Astorino (R) Howie Hawkins (V)   |              | Andrew Cuomo      |
| Ohio                        |                    | John Kasich        | John Kasich (R) Ed FitzGerald (D)                     |              | John Kasich       |
| Oklahoma                    |                    | Mary Fallin        | Mary Fallin (R) Joe Dorman (D)                        |              | Mary Fallin       |
| Oregon                      |                    | John Kitzhaber     | John Kitzhaber (D) Dennis Richardson (R)              |              | John Kitzhaber    |
| Pennsylvanie                |                    | Tom Corbett        | Tom Corbett (R) Tom Wolf (D)                          |              | Tom Wolf          |
| Rhode Island                |                    | Lincoln Chafee     | Gina Raimondo (D) Allan Fung (R) Robert J. Healey (M) |              | Gina Raimondo     |
| Caroline du Sud             |                    | Nikki Haley        | Nikki Haley (R) Vincent Sheheen (D)                   |              | Nikki Haley       |
| Dakota du Sud               |                    | Dennis Daugaard    | Dennis Daugaard (R) Susan Wismer (D)                  |              | Dennis Daugaard   |
| Tennessee                   |                    | Bill Haslam        | Bill Haslam (R) Charles Brown (D)                     |              | Bill Haslam       |
| Texas                       |                    | Rick Perry         | Greg Abbott (R) Wendy Davis (D)                       |              | Greg Abbott       |
| Vermont                     |                    | Peter Shumlin      | Peter Shumlin (D) Scott Milne (R) Emily Peyton (I)    |              | Peter Shumlin     |
| Wisconsin                   |                    | Scott Walker       | Scott Walker (R) Mary Burke (D)                       |              | Scott Walker      |
| Wyoming                     |                    | Matt Mead          | Matt Mead (R) Pete Gosar (D)                          |              | Matt Mead         |
| Îles Vierges                |                    | John de Jongh      | Donna Christian-Christensen (D) Kenneth Mapp (I)      |              | Kenneth Mapp      |